# Bronki
Bronki (niem. Breunken) – wieś w Polsce, w województwie warmińsko-mazurskim, w powiecie braniewskim, w gminie Wilczęta.

## Nazwa
12 lutego 1948 r. ustalono urzędową polską nazwę miejscowości – Bronki, określając drugi przypadek jako Bronek, a przymiotnik – bronecki.

## Podział administracyjny
W latach 1975–1998 miejscowość należała administracyjnie do województwa elbląskiego.